# 東北財務局
東北財務局（とうほくざいむきょく）は宮城県仙台市青葉区にある財務省の地方支分部局。東北6県を管轄する。

## 管内財務事務所・出張所
- 東北財務局本局（東北六県統括、宮城県）
  - 青森財務事務所
  - 盛岡財務事務所
  - 秋田財務事務所
  - 山形財務事務所
  - 福島財務事務所